# Dendronephthya argentea
Dendronephthya argentea is een zachte koraalsoort uit de familie Nephtheidae. De koraalsoort komt uit het geslacht Dendronephthya. Dendronephthya argentea werd in 1905 voor het eerst wetenschappelijk beschreven door Kükenthal. 